# Los refugios de piedra
Los refugios de piedra es quinta novela de la saga Los hijos de la tierra, de la escritora norteamericana Jean M. Auel.
La autora sitúa geográficamente su relato en Francia, entre los ríos Dordoña y Vézère, en la región de Dordoña, donde se encuentran las famosas grutas de Lascaux y Les Eyzies-de-Tayac-Sireuil, "Capital Mundial de la Prehistoria"  Archivado el 5 de julio de 2001 en Wayback Machine..

## Argumento
Ayla y Jondalar terminan su viaje de un año a través de Europa en compañía de sus amigos animales Lobo, y los caballos Whinney y Corredor, y son recibidos por los Zelandonii, el pueblo de Jondalar. Ayla se siente fascinada por la gente de la Novena Caverna de los Zelandonii. Y descubre en Zelandoni, la líder espiritual de la Novena Caverna, a una compañera con poderes curativos con quien compartir sus conocimientos y habilidades.
Pero en tanto que Ayla y Jondalar se preparan para convertirse formalmente en pareja durante la Reunión de Verano, se presentan dificultades. No todos los zelandonii los reciben con agrado. Algunos temen la influencia de Ayla y detestan su relación con aquellos a quienes llaman cabezas chatas y ella llama Clan (los Neanderthal), con los que se crio. Otros incluso se oponen a que forme pareja con Jondalar, hijo de la exjefa de la tribu, y hacen evidente su disgusto. Ayla tiene que recurrir a todas sus habilidades, inteligencia, conocimientos e instintos para poder hallar el camino en esta complicada sociedad.
A pesar de todo, finalmente se casa con Jondalar y da a luz a la hija de ambos, Jonayla. Sin embargo, aún debe decidir si está dispuesta a desempeñar un papel significativo en el destino de los Zelandonii.
- Datos: Q744687